# Kemisk-tekniska och kvarnindustriarbetareförbundet
Kemisk-tekniska och kvarnindustriarbetareförbundet var ett svenskt fackförbund inom Landsorganisationen (LO) som ursprungligen bildades 1897 under namnet Kemisk-tekniska industriarbetareförbundet och upplöstes 1905. 

## Historia
- 1892 bildades den första kemisk-tekniska fackföreningen i Stockholm som fick namnet Stockholms kemisk-tekniska fackförening. Den kemisk-tekniska industrin sysselsatte många olika yrkesgrupper, men deras antal var för litet för att kunna bilda olika yrkesfackförbund.
- 1897 blev därför lösningen att bilda ett industrifackförbund som fick namnet Kemisk-tekniska industriarbetareförbundet. Förste ordförande var O. H. Hedberg.
- 1899 anslöt sig den första kvarnarbetarefackföreningen och därvid tillkom en ny yrkesgrupp.
- 1900 hölls den första kongressen och man hade då fem avdelningar med 492 medlemmar.
- 1903 besöts att ändra namn till Kemisk-tekniska och kvarnindustriarbetareförbundet.
- 1904 var medlemsantalet 800.
- 1905 föreslog Svenska läderarbetareförbundet att de båda förbunden skulle slås samman. Frågan behandlades på kongressen samma år och efter att en motion om uppgående i Svenska grov- och fabriksarbetareförbundet avslagits, bestämdes att bilda det nya förbundet Kemisk-tekniska, kvarn- och läderindustriarbetareförbundet tillsammans med Svenska läderarbetareförbundet.